# کاربون‌ویل (یوتا)
کاربون‌ویل (به انگلیسی: Carbonville) یک منطقهٔ مسکونی در ایالات متحده آمریکا است که در شهرستان کربن، یوتا واقع شده‌است. کاربون‌ویل ۱۴٫۴ کیلومتر مربع مساحت و ۱٬۵۶۷ نفر جمعیت دارد و ۱٬۷۱۳٫۹۱ متر بالاتر از سطح دریا واقع شده‌است.